# 个人门户
个人门户即以个人为中心的互联网入口网站，它提供给用户能够自定义连向其它内容的路径，使用者将各种应用程序、数据和互联网资源集成到一个信息管理平台，并以用户个性化的页面布局呈现出来。此类服务大多由AJAX技术实现，以减少操作难度，增加用户使用的便捷性。

## 用途
- 作为个人的上网入口。个人门户连接了其大部分互联网上的活动，通过个人门户使用者可以一步到达所需服务。
- 信息的共享工具。与互联网上有相同兴趣的分享个人门户里的资源。
- 优化信息获取渠道。通过信息共享发掘优质信息。
- 身份表现。个人门户作为自己在互联网上的身份表现。

## 功能
个人门户系统被设计成可以使用大量“中间件”来实现多种不同功能，增加删除这些组件非常灵活，易于优化、丰富系统功能。个人门户系统基本具有以下几点功能：
- RSS订阅。应该是最优的信息获取渠道，直接获得不同信息发布源里有价值的内容，集中规划管理，同时避开了网页打开慢、打开多个网页等麻烦。
- e-mail登陆，要求支持多个流行电子信箱，如163，sina，yahoo等。E-mail是互联网最基本的应用，是日常工作行程安排的依据，将多个e-mail服务集成到一个功能模块上，统一管理每日收发的电子邮件。
- 可存储图片，音乐，文件到网上的空间。将重要的东西存储到网上专业管理的服务器，不仅易于与朋友分享，而且方便不同机器间的更换，避免遭受恶意攻击带来的损失。
- 书签。将互联网上发现的有用资源用书签标记下来统一管理，用于以后查阅或与朋友分享。
- 搜索集合。搜索引擎是互联网的另一个基础应用，全球90%以上的人都在使用搜索引擎，集成后的搜索引擎方便使用者在不同搜索结果间比较筛选出满意的网站。
- Blog。网络日志是用户记录日常点滴的心情笔记，也是对外发表文章的表达工具，个人门户集成博客功能为用户提供一个用文字表现自我的窗口。
- 时间管理或日程管理，使用者每天打开浏览器首页就可看到预先在个人门户设置好的本日、本周或本月的行程安排。
- 用户可能需要的其它如天气，股票，占卜，便签小工具等。

## 个性化
个人门户最大的特性是高度的自定义机制。除了对功能和所需信息的个性化定制外，用户还可以对页面的布局以及模块的外观进行设定。对于喜欢华丽装饰的用户还可以上传自己设计的漂亮模板和图片美化空间。

## 隐私
个人门户都应具备保护用户隐私不被侵犯的机制，用户可以选择共享哪些信息并确保不想公开的私密信息的安全。

## 参阅
- iGoogle
- Microsoft Live
- Netvibes
- Pageflakes